# Pappocetus
Pappocetus je vyhynulý kytovec z čeledi Protocetidae, který žil v eocénu. Jeho pozůstatky byly nalezeny v jižní Nigérii ve formaci Ameki a v Togu. Další zuby a stehenní kosti byly nalezeny ve formaci Aridal v saharské poušti v jihozápadním Maroku.

## Etymologie
Druh P. lugardi je pojmenován po siru Fredericku Lugardovi, který poslal jeden z exemplářů Charlesi Williamu Andrewsovi.

## Popis
Pappocetus je největší známý zástupce čeledi Protocetidae v případě, že se Eocetus řadí mezí basilosauridy. Podle odhadů se oba druhy rozměrově podobaly. Oproti ostatním známým zástupcům čeledi Protocetidae se liší stupňovitým zářezem na ventrálním okraji dolní čelisti pod M2 a M3, od druhu Indocetus a Rodhocetus dvoukořenným zubem P1, od rodu Protocetus a Babiacetus přítomností akcesorních hrbolků a od rodu Babiacetus nespojenou mandibulární symfýzou končící těsně před P3. Jeho molární morfologie se podobá rodu Georgiacetus.
Typovým exemplářem je neúplná levá dolní čelist se symfýzou, mléčným premolárem a nepřetržitými stoličkami. Byl nalezen v bartonských vrstvách formace Ameki v jižní Nigérii.
Dalším vzorkem je levá část dolní čelisti zlomená na tři kusy s jamkami pro špičáky a řezáky a přední částí jednokořenné P1. Andrews, kterému byly oba exempláře přivezeny odděleně, poznamenal, že se do "určité míry vzájemně doplňují, takže struktura je poměrně jasná", a tak odhadl velikost a morfologii chybějících částí vzájemným porovnáním exemplářům.